# Motobloc Type S (1924)
Dieser Motobloc Type S ist ein Pkw-Modell der Zwischenkriegszeit. Hersteller war Motobloc im französischen Bordeaux.

## Beschreibung
Motobloc hatte bereits im Oktober 1923 auf dem Pariser Autosalon ein neues kleines Modell angekündigt, dessen Motor steuerlich mit 6 CV eingestuft sein würde. Ein Jahr später, auf dem nächsten Pariser Autosalon, wurde das Modell dann präsentiert. Entgegen der Ankündigung hatte es einen 8-CV-Motor. Die Produktion lief bis maximal 1932, wobei einige Quellen die Ansicht vertreten, dass Motobloc nach 1930 gar keine Pkw mehr hergestellt habe.
Alle Versionen haben einen Vierzylinder-Reihenmotor, der vorn längs im Fahrgestell eingebaut ist und über eine Kardanwelle die Hinterachse antreibt. Das war über Jahrzehnte die Standardbauweise. Das Getriebe hat drei Gänge.
Die erste Ausführung Type S hat 65 mm Bohrung, 100 mm Hub, 1327 cm³ Hubraum und die Einstufung mit 8 CV. Die Produktion endete 1928. Allerdings führt der Autor René Bellu diese Ausführung nur für die Modelljahre 1925 und 1926 auf, nicht für 1927 und 1928. Der Radstand von anfangs 250 cm wurde für das Modelljahr 1926 auf 260 cm verlängert. 1925 betrug die Spurweite 120 cm und das Leergewicht 1250 kg. Es gibt einen Hinweis darauf, dass diese Ausführung Type S 1 genannt wurde, als weitere Versionen erschienen.
Den Type S 2 gab es von spätestens 1928 bis zum Ende der Pkw-Produktion bei Motobloc. Aber es gibt einen Hinweis darauf, dass er bereits Ende 1926 eingeführt wurde. Sein Motor hat 68 mm Bohrung, was 1453 cm³ Hubraum ergibt. Er wurde mit 8/10 CV eingestuft. 1927 hatte das Fahrgestell 270 cm Radstand. Er wurde 1929 auf 290 cm verlängert.
Der Type S 4 erschien 1928 und blieb bis zur Pkw-Aufgabe im Sortiment. Seine Daten entsprechen ansonsten dem Type S 2.
Gefertigt wurden Tourenwagen, Limousinen, Coupés und Cabriolets.
Vier Fahrzeuge sind in Frankreich erhalten geblieben.
Bereits in den 1900er Jahren hatte es mit dem Type S von 1908 bis 1909 ein gleichnamiges Modell mit einem Einzylindermotor gegeben.

## Nutzfahrzeugvariante
Auf dieser Basis gab es den Type SC als Nutzfahrzeug. Die erste Version aus der Zeit von 1924 bis 1927 bot 500 kg Nutzlast. Hierfür sind beide oben beschriebenen Motoren bekannt. Der Type SC 4 mit 1500 kg Nutzlast, aber ohne Motordaten, wird auf die Zeit ab 1926 oder in die 1930er Jahre datiert. Der Type SC 12 derselben Bauzeit bot zwei Tonnen Nutzlast. Er hatte einen Vierzylindermotor von Hotchkiss et Cie, wie er im Hotchkiss AM 2 verwendet wurde. 80 mm Bohrung und 120 mm Hub ergeben 2413 cm³ Hubraum und je nach Quelle 12 CV oder 13 CV. Eine größere Menge waren Krankenkraftwagen.